# Federigo Fiorillo
Pour les articles homonymes, voir Fiorillo.
Œuvres principales
36 Études ou Caprices pour violon op. 3
Federigo Fiorillo (baptisé à Brunswick le 1er juin 1755, mort vers 1823) est un violoniste, un altiste et un compositeur d'origine italienne, né en principauté de Brunswick-Wolfenbüttel.
Fiorillo était le troisième fils d'Ignazio Fiorillo de Naples (1715–1787), qui était kapellmeister à la cour auprès du Duc Charles Ier de Brunswick-Wolfenbüttel.
Au départ Fiorillo était virtuose de mandoline, en 1777 il donne son premier concert comme violoniste à Saint-Pétersbourg. À l'âge de trente ans, Fiorillo a occupé pendant deux ans le poste de kapellmeister au nouveau théâtre allemand de Riga. En 1785, il retourne en Allemagne, pour être aussitôt après engagé à Paris. En 1788, il est employé à Londres; sa dernière apparition connue en public, date de 1800. Son éditeur principal était Jean-Georges Sieber à Paris.
En 1823, Fiorillo très malade, se rend encore une fois à Paris pour y subir une intervention chirurgicale. Le lieu et la date de son décès sont inconnus, mais selon son éditeur Sieber, il est très probablement mort à Londres en 1823.

## Œuvres (choix)
Fiorillo a composé de nombreuses œuvres pour le violon, ainsi que des symphonies concertantes, de la musique de chambre.
- Quintette avec cor, flûte, violon, alto, violoncelle
- Six trios pour 2 violons et basse, op.2
- 36 Études ou Caprices pour violon, op. 3
- Six quatuors concertants avec flûte, op.4
- Six duos pour 2 violons, op.5
- Six quatuors concertants, op.6
- Six quatuors, op.7
- Six trios concertants, op.8 (flûte, violon, alto)
- Trois sonates de clavecin ou le piano-forte, avec accompagnement du violon, (Mlles Erard, Paris)
- Trois sonates de clavecin ou le piano-forte, avec accompagnement du violon, op.7
- Trois sonates de clavecin ou le piano-forte, avec accompagnement du violon, op.9
- Trois quintettes concertants pour 2 violons, 2 altos et violoncelle, op.12
- Six duos concertants pour 2 violons, op.13
- Six duos concertants pour 2 violons, op.14
- Tre duetti concertanti con due violini, op.15 (1795, Artaria, Vienne)
- Trois quatuors, op.16
- Trois quatuors à cordes, op.23
- Trois duos concertants pour violon et violoncelle, op.31
- Duo pour piano et harpe, op.37
- 72 Exercices et un Capriccio pour harpe, op.41

œuvres pédagogiques révisées
- Violinetüden, révisés de Ferdinand David, 1854.
- Etüden, révision de Walther Davisson, 1988.

## Discographie
En 2023, l'altiste italien Marco Misciagna a sorti la première enregistrement mondial de Fiorillo 36 Caprices op.3 pour violon, transcrits par lui-même pour alto.